# 韓孝述
韓孝述，香港教育家。他是東華三院教學科的前學務總主任，亦是東華三院黃笏南中學的前任校長，曾任專業發展學校甄選委員會成員。他的專長是通達教學法（Mastery Learning）。曾與徐福強等在香港第五組別學校研究相關課程，提出先慢後快的教育觀點。他在1977年以二級榮譽畢業於香港中文大學。此前於1967年入讀瑪利諾神父教會學校。

## 著作列表
學術論文：
"A Study of Mastery Learning and its Effects on Science Achievement, Retention, Attitudes and Self-concepts with special focus on Educationally Disadvantaged Students",Aug 29, 1990.
《學習差異的理解及處理：教師的視角》，教育學報，2011年，第39卷1-2期，頁67-94，香港中文大學。

## 外部連結
- 東院一條龍新校「解凍」
- 如何慧眼識「英雄」？ 科主任角色重要